# Club 2
Der Club 2 war eine Diskussionssendung im zweiten Fernsehprogramm des ORF (vor 1992: FS 2, seither ORF 2), die aufgrund ihrer Aktualität und Themenbrisanz populär war und zunächst vom 5. Oktober 1976 bis 28. Februar 1995 in insgesamt 1401 Ausgaben ausgestrahlt wurde. Vom 12. Dezember 2007 bis zum 12. Dezember 2012 war der „neue“ Club 2 in Neukonzeption jeweils mittwochs in ORF 2 zu sehen. Ab dem 2. November 2011 wurde im ORF III – unter dem Generalthema Fernsehen wie damals – jeweils dienstags ein „Best of Club 2“ ausgestrahlt, beginnend mit dem ersten Club 2 vom 5. Oktober 1976.

## Der „alte“ Club 2

### Beschreibung
Der Club 2 wurde in der Regel zweimal pro Woche ausgestrahlt, jeweils am Dienstag- und Donnerstagabend gegen 22:30 Uhr nach der Zeit im Bild. Ein besonderes Merkmal der Talkshow war die nicht begrenzte Sendezeit, so dauerten manche Diskussionen bis spät in die Nacht hinein. Idee und Entwicklung stammten von Kuno Knöbl, der die Sendung viele Jahre leitete. Sie gilt als Vorbild vieler weiterer Diskussionssendungen im Ausland, beispielsweise After Dark der BBC und Channel 4.
Visuelles Markenzeichen der Erstauflage des Club 1976 bis 1994 war die sparsame Ausstattung, die nur aus einer braunen Ledergarnitur bestand, welche meistens aus zwei Sitzbänken und zwei Sesseln, die um einen Glastisch gruppiert waren, zusammengesetzt war. Da die Sendung mit keinerlei weiteren Kulissen auskam, wurde die Lichtführung im Studio so gewählt, dass für die Fernsehzuschauer die Illusion eines völlig schwarzen Hintergrundes entstand und nur die Ledergarnitur voll ausgeleuchtet wurde. Dadurch wurde die Ablenkung sowohl des Publikums wie auch der Gäste von der Diskussion vermieden.
Von 11. April 2007 bis August 2007 strahlte ORF 2 im Zuge einer Programmreform unter Generaldirektor Alexander Wrabetz die Sendung Extrazimmer aus, deren Dramaturgie sich in Bruchstücken an den Club 2 anlehnen wollte, was der vorläufige Arbeitstitel Club 2 1/2 verdeutlichte. Im August 2007 wurde Extrazimmer wegen mangelnder Akzeptanz beim Publikum sowie wiederholter vernichtender Kritiken abgesetzt. Im Herbst 2007 entschied sich die Direktion zur Wiederaufnahme des Club 2 unter ursprünglichem Namen und beinahe identischem Konzept. Am 12. Dezember 2007 wurde die Sendung wieder in das Programm von ORF 2 aufgenommen (siehe Der „neue“ Club 2 unten). 

### Herausragende Sendungen

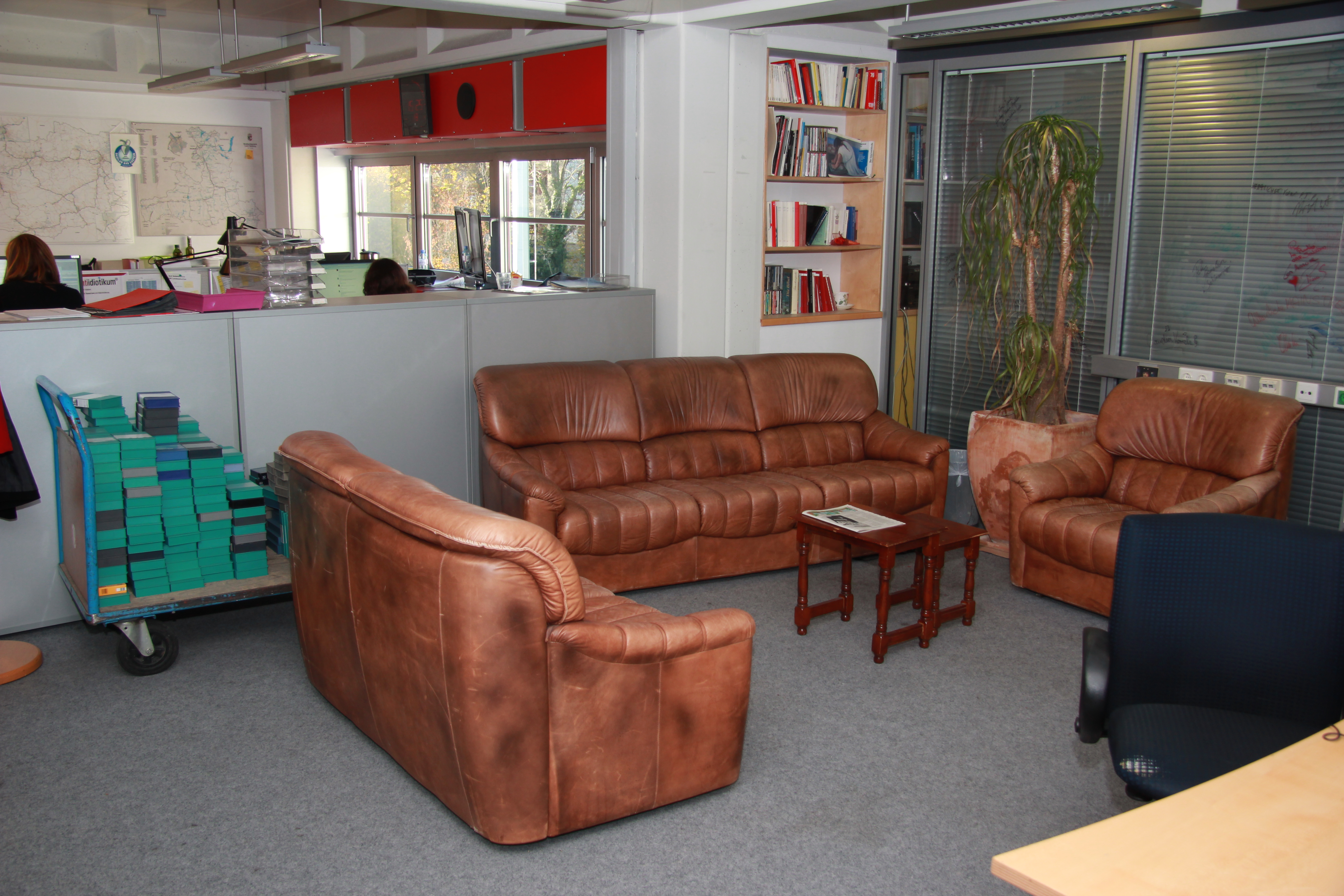
Originalcouch, 2012 im Landesstudio Salzburg

Die erste Ausgabe am 5. Oktober 1976 hatte die deutsche Bundestagswahl zum Thema. Gastgeber war Günther Nenning. Legendär sind Auseinandersetzungen über das nie in Betrieb genommene Kernkraftwerk Zwentendorf, über Feminismus und über das geplante Wasserkraftwerk und die Besetzung der Au bei Hainburg an der Donau. Der Schriftsteller Wolfgang Bauer sorgte 1987 für Aufregung, als er vor laufenden Kameras eine Pistole (ungeladen, wie sich herausstellte) zog und sich an die Schläfe hielt. Gastgeber Rudolf Nagiller wurde in offener Sendung von zwei Skinheads körperlich attackiert.
Für besondere „Erregung“ sorgte die Ausgabe des Club 2 vom 9. August 1979 mit dem Titel „Was ist los mit der Jugendkultur?“. Während der Livesendung deutete Nina Hagen an, wie Frauen über die direkte Stimulierung ihrer Klitoris zum Orgasmus gelangen könnten. Das Ergebnis waren wochenlange Diskussionen. Als die Sendung für einige Zeit sogar von der Absetzung bedroht zu sein schien, bildete sich eine Art „Rettungskomitee“ aus Personen des öffentlichen Lebens wie Günther Nenning. Dieter Seefranz musste in erster Konsequenz als Moderator des Club 2 zurücktreten. In der Sendung vom 13. Juni 1978 mit dem Titel „1968 – Jahr des Aufstandes“ trafen sich unter Leitung von Günther Nenning Daniel Cohn-Bendit und Rudi Dutschke mit dem Welt-Journalisten Matthias Walden und dem Politikwissenschaftler Kurt Sontheimer auf österreichischem „neutralem“ Boden zum Gedankenaustausch.
Während einer Sendung mit dem Titel „Strahlende Zukunft“ Anfang der 1980er Jahre referierte der ungarisch-amerikanische Physiker und Nuklearwaffen-Entwickler Edward Teller – der als Vater der Wasserstoffbombe geladen war – so technokratisch und kalt über die verheerende Strahlungswirkung der damals vieldiskutierten Neutronenbombe auf Menschen, dass die Schweizer Wissenschaftlerin Ursula Koch während der Diskussion zu weinen begann. Der Spiegel bezeichnete Tellers Auftreten später als das eines „düsteren Jahve“. Nach späteren Angaben eines der Redakteure war Koch auch deswegen ausgewählt worden, weil sie „garantiert nicht weint, wenn Schreckliches [von Teller] kommt.“
Die ORF-„Club 2“-Diskussion über die „Karibik-1“-Geschäfte vom Mai 1994 wurde als Beweismittel im BAWAG-Prozess 2007 im Gerichtssaal vorgeführt. Gastgeber der letzten Ausgabe des „alten Club“ am 28. Februar 1995 war wie schon bei der ersten Ausgabe Günther Nenning. Thema war „Wiedergeburt“.

### Gastgeber des Club 2 (bis 1995)
Trautl Brandstaller, Josef Broukal, Axel Corti, Margit Czöppan, Klaus Emmerich, Hubert Feichtlbauer, Helmut A. Gansterer, Adolf Holl, Peter Huemer, Kuno Knöbl, Franz Kreuzer, Paul Lendvai, Ernst Wolfram Marboe, Louise Martini, Freda Meissner-Blau, Rudolf Nagiller, Günther Nenning, Anton Pelinka, Barbara Rett, Peter Rabl, Dieter Seefranz, Jens Tschebull.

### Liste der „Best of Club 2“
Seit dem 1. November 2011 wurden unter dem Generalthema Fernsehen wie damals Sendungen des Club 2 als Best of in ORF III ausgestrahlt, jedoch nicht in voller Länge. So wurde die erste Ausgabe nach einer (für ORF III vorgeplanten) Sendedauer von 1h 11min abgebrochen. Die Reihe Best of Club 2 wurde mit der Einstellung des Club 2 auf ORF 2 Ende 2012 ebenfalls beendet. Darüber hinaus waren 2012 im Sommerprogramm von 3sat einige alte Club 2-Folgen zu sehen.
| Datum Erstausstrahlung (FS 2/ORF 2) | Datum Best of Club 2 (ORF III) | Titel Gastgeber und Gäste | Anmerkungen |
| ----------------------------------- | ------------------------------ | --- | --- |
| 5. Okt. 1976                        | 1. Nov. 2011                   | Wahlkampf in der BRD. Nachwehen. Günther Nenning mit Karl Blecha, Kurt Bergmann, Arlette Leupold-Löwenthal und Gertraud Diem. | Erste Ausgabe des „alten“ Club 2 zur Bundestagswahl 1976.                                                                                   |
| 19. Okt. 1976                       | 8. Nov. 2011                   | Die Bombe im Kraftwerk. Günther Nenning mit Asta Krejci (Antiatomkraftaktivistin), Edward Teller, Robert Jungk, Bernd Lötsch, Horst Knapp, Johann Millendorfer. | Zwei Jahre vor der Volksabstimmung über die Inbetriebnahme des Kernkraftwerks Zwentendorf über das wachsende Unbehagen gegenüber Atomstrom. |
| 28. Okt. 1976                       | 15. Nov. 2011                  | Der Preis der Herrlichkeit. Rolf R. Bigler (Journalist, Die Weltwoche) mit Henriette von Schirach, Peter Michael Lingens (Journalist, Profil) und Johannes Eidlitz (Lektor, früherer Widerstandskämpfer). | Diskussion anlässlich des Erscheinens des Memoirenbandes Der Preis der Herrlichkeit von Henriette von Schirach                              |
| 23. Nov. 1976                       | 22. Nov. 2011                  | Ausbürgerung aus der DDR. Günther Nenning mit Wolf Biermann über seine nach dem Kölner Konzert erfolgte Ausbürgerung aus der DDR. | |
| 20. Jän. 1977                       | 29. Nov. 2011                  | Im Osten was Neues. Horst Friedrich Mayer mit Kurt Marko (Osteuropahistoriker), Jiří Pelikán (Publizist, bis 1968 Direktor des tschechischen Staatsfernsehens), Jörg Mettke (Spiegel-Korrespondent in der DDR), Gilbert Badia (Journalist, Frankreich), Erhard Hutter (ORF-Korrespondent in Moskau), Claus Gatterer (Journalist), Witold Wirpsza (Schriftsteller, Übersetzer in Polen), Thomas Brasch (Dramatiker und Drehbuchautor). | Diskussion um die oppositionelle Bürgerrechtsbewegung der Charta 77 in den sowjetisch dominierten Ländern Osteuropas.                       |
| 25. Jän. 1977                       | 6. Dez. 2011                   | Bundesheer – Das ungeliebte Kind. Jens Tschebull mit Emil Spannocchi (General), Günter Traxler (Journalist), Rolf R. Bigler (Journalist). | |
| 9. Nov. 1976                        | 13. Dez. 2011                  | Das Ende des Wohlfahrtsstaates. Günther Nenning mit Ernest Mandel (marxistischer Ökonom), Heinz Kienzl (Gewerkschafter, Bankmanager), Kurt Prokop, Kurt Pils. | |
| 15. Dez. 1977                       | 20. Dez. 2011                  | Hat die Armut Zukunft? Dieter Seefranz mit Friedensreich Hundertwasser, Christine Nöstlinger, Peter Payer (Architekt), Franz Enzenhofer (Mitarbeiter in einem Architekturbüro), Gabriele Traxler (Gewerkschaftssekretärin) | Die Sendung geht der Frage nach, ob es energieeffizientere Alternativen zum derzeitigen Lebensstil der meisten Menschen geben könnte.       |
| 26. Juli 1983                       | 3. Jän. 2012                   | Was will das Weib? Günther Nenning mit Eva Deissen (Kolumnistin, Kronen Zeitung), Gerti Senger (Publizistin und Psychologin), Ernst Bornemann (Psychoanalytiker), Elisabeth Charlotte Motschmann (Pädagogin), Sybille von Eike (Kinderanalytikerin), Karl Ernst (AHS-Lehrer). | Diskussion um weibliche Sexualität. |

## Der „neue“ Club 2

### Beschreibung der ersten beiden Ausgaben
Bei der Wiederaufnahme des Club 2 am 12. Dezember 2007 lautete das Thema „Die Meinungsfabriken – Wer bestimmt, was wir denken?“. Dieser Ausgabe wurde naturgemäß große mediale Aufmerksamkeit im Vorfeld eingeräumt. Über weite Strecken wurde in der Livesendung über die Bedeutung des Internets in seiner meinungsbildenden Eigenschaft diskutiert. Auch wurden Unterschiede zwischen der Qualität von „professionell gestaltetem redaktionellen Inhalt“ und User-Generated-Content (UGC) erörtert. Obwohl im Vorfeld eine Diskussion mit open-end angekündigt wurde, steuerte Diskussionsleiter Rudolf Nagiller nach 60 Minuten merkbar auf ein Ende zu; insgesamt dauerte die Sendung etwa 75 min.
Die zweite Sendung der Zweitauflage, geleitet am 19. Dezember 2007 von Michael Köhlmeier, behandelte das Thema „Atheismus“ und einen etwaigen Boom der Gottlosigkeit, den es derzeit zu verzeichnen gebe.
Erneut wurde aus dem open end eine zirka 75-minütige Sendung, deren Abbruch deutlich durch das Agieren des Diskussionsleiters zustande kam, nicht durch den Verlauf der Diskussion selbst. Stoff und Art der Wortmeldungen hätten durchaus noch für eine weitere Stunde des angeregten Wortwechsels gereicht.
Besonderheiten der zweiten Sendung: YouTube-Videos als Einstieg; Protest des eingeladenen Pfarrers Sieberer (keine Absprache mit ihm bezüglich der gezeigten YouTube-Videos); Seitenhieb Köhlmeiers Richtung Innenminister Günther Platter zum Fall Zogaj („Ich wünsche unserem Innenminister [zu Weihnachten] ein warmes Herz“) sowie „crazy credits“ nach der Sendung, als ein Programmhinweis für die ZIB 24 eingeblendet wurde, obwohl diese Nachrichtensendung auf ORF 1 längst vorüber war.

### Letzte Ausgabe
Am 12. Dezember 2012 strahlte der ORF die letzte Ausgabe aus. Thema war: „Ausgezockt: Ist der Kapitalismus gescheitert?“.